# پابلو توره
پابلو توره (زادهٔ ۳ آوریل ۲۰۰۳) بازیکن فوتبال اهل اسپانیا است که در پست هافبک هجومی و وینگر برای بارسلونا در لالیگا بازی می‌کند.

## دوران باشگاهی

### راسینگ سانتاندر
پابلو توره در سوتو د لا مارینا، کانتابریا متولد شد. توره در سال ۲۰۱۵ از Marina Sport به جوانان راسینگ سانتاندر پیوست. در ۱۵ آوریل ۲۰۲۰، در حالی که وی هنوز جوان بود، یک قرارداد حرفه‌ای تا ژوئن ۲۰۲۵ با باشگاه امضا کرد.
توره اولین بازی خود را در رده بزرگسالان با ذخیره‌ها در ۱۹ ژوئیه ۲۰۲۰ انجام داد و در تساوی ۱–۱ خارج از خانه مقابل ژیمناستیکا د تورلاوگا ، برای پلی آف صعود به ترسرا دیویسیون، شروع کرد. در ماه اوت درحالیکه تنها ۱۷ سال سن داشت، او در پیش فصل زیر نظر سرمربی وقت خاوی روزادا، عضوی از بازیکنان تیم اول بود، و در سپتامبر به‌طور قطعی به تیم اصلی اضافه گردید.
توره اولین بازی خود در تیم اول را برای راسینگ در ۱۸ اکتبر ۲۰۲۰ در بازی افتتاحیه سگوندا دیویسیون بی ۲۱–۲۰۲۰ و در تساوی ۱–۱ خانگی مقابل کلوب پرتغالته انجام داد. او اولین گل خود برای بزرگسالان را در ۲۱ فوریه جاری به ثمر رساند و دومین گل تیمش را در برد خانگی ۳–۱ مقابل باشگاه لاردو به ثمر رساند. شش روز بعد، او در یک بازی ۴–۰ خارج از خانه مقابل باشگاه باراکالدو یک گل زد.
وی به عنوان بازیکنی که در اولین فصل کامل خود در رده بزرگسالان معمولاً در ترکیب اولیه تیم حضور داشت؛ توانست پیراهن شماره ۱۰ راسینگ را قبل از رقابت‌های فصل ۲۲–۲۰۲۱، دسته سوم جدید فوتبال اسپانیا با نام پریمرا دیویسیون، به خود اختصاص دهد. او با ۱۰ گل در ۳۲ مسابقه (شامل بازی‌های پلی‌آف) کمک کرد تا راسینگ به سگوندا دیویسیون صعود کند.

### بارسلونا
در ۴ مارس ۲۰۲۲، باشگاه بارسلونا با راسینگ برای انتقال توره به مبلغ ۵ میلیون یورو به اضافه ١۵ میلیون یورو  متغیر (پاداش) به توافق رسید.  او در ۱۵ ژوئن قرارداد خود را با بارسا تا پایان ژوئن ۲۰۲۶ امضا کرد.او در سال ۲۰۲۳ طی قرارداد قرضی به ژیرونا پیوست 

## زندگی شخصی
پدر توره، استبان نیز یک فوتبالیست و یک هافبک بود. او در بیشتر دوران حرفه‌ای خود برای تیم راسینگ به میدان رفته بود.

## آمار

### باشگاهی
تا تاریخ ۱۷ ژوئن ۲۰۲۲
| باشگاه          | فصل        | لیگ             | لیگ  | لیگ | جام حذفی | جام حذفی | قاره‌ای | قاره‌ای | سایر | سایر | مجموع | مجموع |
| باشگاه          | فصل        | دسته            | بازی | گل  | بازی     | گل       | بازی   | گل     | بازی | گل   | بازی  | گل    |
| --------------- | ---------- | --------------- | ---- | --- | -------- | -------- | ------ | ------ | ---- | ---- | ----- | ----- |
| رایو کانتابریا  | ۲۰–۲۰۱۹    | ترسرا دیویسیون  | ۰    | ۰   | —        | —        | —      | —      | ۱    | ۰    | ۱     | ۰     |
| راسینگ سانتاندر | ۲۱–۲۰۲۰    | سگوندا دیویسیون | ۲۴   | ۴   | ۱        | ۰        | —      | —      | —    | —    | ۲۵    | ۴     |
| راسینگ سانتاندر | ۲۲–۲۰۲۱    | پریمرا دیویسیون | ۳۱   | ۱۰  | —        | —        | —      | —      | ۱    | ۰    | ۳۲    | ۱۰    |
| راسینگ سانتاندر | مجموع      | مجموع           | ۵۵   | ۱۴  | ۱        | ۰        | —      | —      | ۱    | ۰    | ۵۷    | ۱۴    |
| مجموع آمار      | مجموع آمار | مجموع آمار      | ۵۵   | ۱۴  | ۱        | ۰        | ۰      | ۰      | ۲    | ۰    | ۵۸    | ۱۴    |

1. ↑  تعداد بازی‌ها در پلی‌آف بقا در ترسرا دیویسیون
2. ↑  تعداد بازی(ها) در فینال پریپرا دیویسیون

## افتخارات
راسینگ سانتاندر
- پریمرا دیویسیون (۱): ۲۲–۲۰۲۱

بارسلونا
لالیگا (۱):۲۳-۲۰۲۲
سوپرکاپ اسپانیا (۱):۲۵-۲۰۲۴